# Żywie Biełaruś! (film)
Żywie Biełaruś! (biał. Жыве Беларусь!, Žyvie Biełaruś!) – polski film fabularny z 2012 roku w reżyserii Krzysztofa Łukaszewicza.

## Produkcja
Zdjęcia do filmu rozpoczęły się w listopadzie 2011, a zakończyły w styczniu 2012. Za plenery posłużyły m.in. Siedlce, Tomaszów Mazowiecki, Mogielnica oraz gmach dawnego Domu Partii w Warszawie.
Wraz z realizacją zdjęć powstawał także film dokumentalny-reportaż Siarhieja Pielasy pt. Żywie Biełaruś. Za kadram (pol. Żywie Biełaruś. Za kadrem), przedstawiający proces tworzenia filmu.

## Opis fabuły
Bohaterem filmu jest muzyk rockowy Miron, który poprzez swoją muzykę i działalność przeciwstawia się reżimowi Aleksandra Łukaszenki, który prześladuje swoich obywateli chociażby za mówienie w języku ojczystym, po białorusku.

## Obsada
- Dzmitryj Papko − jako Miron
- Karolina Gruszka − jako Viera
- Alaksandr Malcanau − jako Zampolit
- Dzianis Tarasenka − jako Szczuka
- Pawieł Kryksunou − jako sierżant Rusłan
- Maksim Karzycki − jako Sieryj
- Anatolij Kot − jako Wiceminister Obrony
- Lech Łotocki − jako Ojciec Paszki

## Nagrody
- 11th BRUSSELS Film Festival – Belgium – 19/26 June 2013 Prize Best Screenplay[3].
- 38° GDYNIA Film Festival – Poland – 9/14 september 2013  Audience Award For The Best Film[4].
- 3° Crime and Punishment Film Festival – Istanbul – Turkey – 9/16 sept 2013 First Prize[5]
- 4. Military Film Festival – Warsaw – 16/21. September 2013 Best Feature Film, Golden Sable[6]
- 7. International Film festival for Young People – Austria – 3/5. October 2013 Prize of the Jury and Audience Award[7]
- Febio Fest – PRAGUE int. FF – Czech Republic -  14/22 march 2013 Official Selection
- Belarussian Days STOCKHOLM – Sweden – 19/21 March 2013
- Presentation at the European Parliament – October 15th 2013
- Molodist KIEV – 19/27 October 2013
- Scanorama – Lithuania  -7/24 November 2013 Official Selection
- Camerimage - Poland -16/23 November 2013 Official Selection
- Goa Int Film festival – India -20/30 November 2013 Official Selection
- Tofifest - Poland - November 2013, Official Selection
- Polish festival Chicago- USA -  8/26 November 2013 Official Selection
- Polish festival in Toronto – Canada – November 2013 Official Selection
- Noordelijk Festival – the Netherlands – 6/10 November 2013 Official Selection
- Camerimage Intl Film Festival of the Art of Cinematography – Poland - Nov 16-23 Official Selection

## Ścieżka dźwiękowa
Ścieżkę dźwiękową tworzą utwory, które na potrzeby filmu skomponował i nagrał białoruski muzyk rockowy Lawon Wolski.
| Nr | Tytuł utworu      | Długość |
| -- | ----------------- | ------- |
| 1. | „Krainy niama”    | 1:40    |
| 2. | „Majo kachańnie”  | 4:31    |
| 3. | „Starszynia”      | 1:57    |
| 4. | „Honar Baćki”     | 3:12    |
| 5. | „Maja rewalucyja” | 3:31    |
| 6. | „Łamaj scenar!”   | 2:35    |
|    |                   | 17:26   |